# 흰날개날여우박쥐속
흰날개날여우박쥐속(Desmalopex)은 큰박쥐과에 속하는 박쥐 속의 하나이다. 2종으로 이루어져 있다. 역사적으로는 왕박쥐속(Pteropus)으로 분류했으며, 필리핀에서만 발견된다.

## 하위 종
- 흰날개날여우박쥐 (Desmalopex leucopterus)
- 작은흰날개날여우박쥐 (Desmalopex microleucopterus)